# Det norske teatret
Det Norske Teatret är en norsk teater som spelar dramatik på nynorska och norska dialekter. Teatern grundades 1912 och har sedan 1945 en fast scen i Oslo.

## Historia
grundades 22 november 1912 med Hulda Garborg som styrelseordförande.
Den 6 oktober 1913 hade den sin första föreställning. Det var Jeppe på berget av Ludvig Holberg, översatt av Arne Garborg. Öppningen skedde med kung Håkon VII närvarande. En av de första föreställningarna präglades av ett slagsmål i själva teatern, där riksmålsungdomar och nynorska anhängare hamnade i en blodigt uppgörelse. Något av detsamma hände också 1948, då teatern framförde Peer Gynt i nynorsk översättning.
De första åren höll teatern till i Teatersalen hos Bondeungdomslaget i Oslo, sedan flyttade den till Stortingsgaten 16. Där höll den till tills den fick en ny lokal på Kristian IVs gate 1985.
Teatern blev under Egil Monn-Iversens musikaliska ledning känd för sina musikaler som till exempel Les Misérables, Cats och Piaf. Monn-Iversen skrev också egna musikaler som uruppfördes på teatern; detta inkluderar Ungen och Bør Børson Jr.. 
Det Norske Teatret är, som den enda större teatern i Norge, privatägd. Staten ger omkring 100 miljoner norska kronor i årligt tillskott. Bondeungdomslaget i Oslo är största ägare.
Teatern fick Spellemannprisen 1979 i öppna klassen för Så lenge skuta kan gå.
Teaterchef är Erik Ulfsby.

## Teaterchefer
- 1912–1915 Rasmus Rasmussen
- 1915–1916 Amund Rydland
- 1916–1917 Anton Heiberg/Amund Rydland
- 1917–1918 Amund Rydland
- 1918–1920 Sigurd Eldegard/Amund Rydland
- 1920–1922 Amund Rydland
- 1922–1933 Ingjald Haaland
- 1933–1934 Hans Jacob Nilsen
- 1934–1936 Oskar Braaten
- 1936–1942 Knut Hergel
- 1942–1945 Cally Monrad
- 1945–1946 Knut Hergel
- 1946–1950 Hans Jacob Nilsen
- 1950–1951 Edvard Drabløs
- 1951–1953 Ole Gregor Liljedahl Barman
- 1953–1961 Nils Sletbak
- 1961–1975 Tormod Skagestad
- 1975–1976 Svein Erik Brodal
- 1976–1979 Tormod Skagestad
- 1979–1990 Svein Erik Brodal
- 1990–1997 Otto Homlung
- 1997–2010 Vidar Sandem
- 2011– Erik Ulfsby

## Bildgalleri

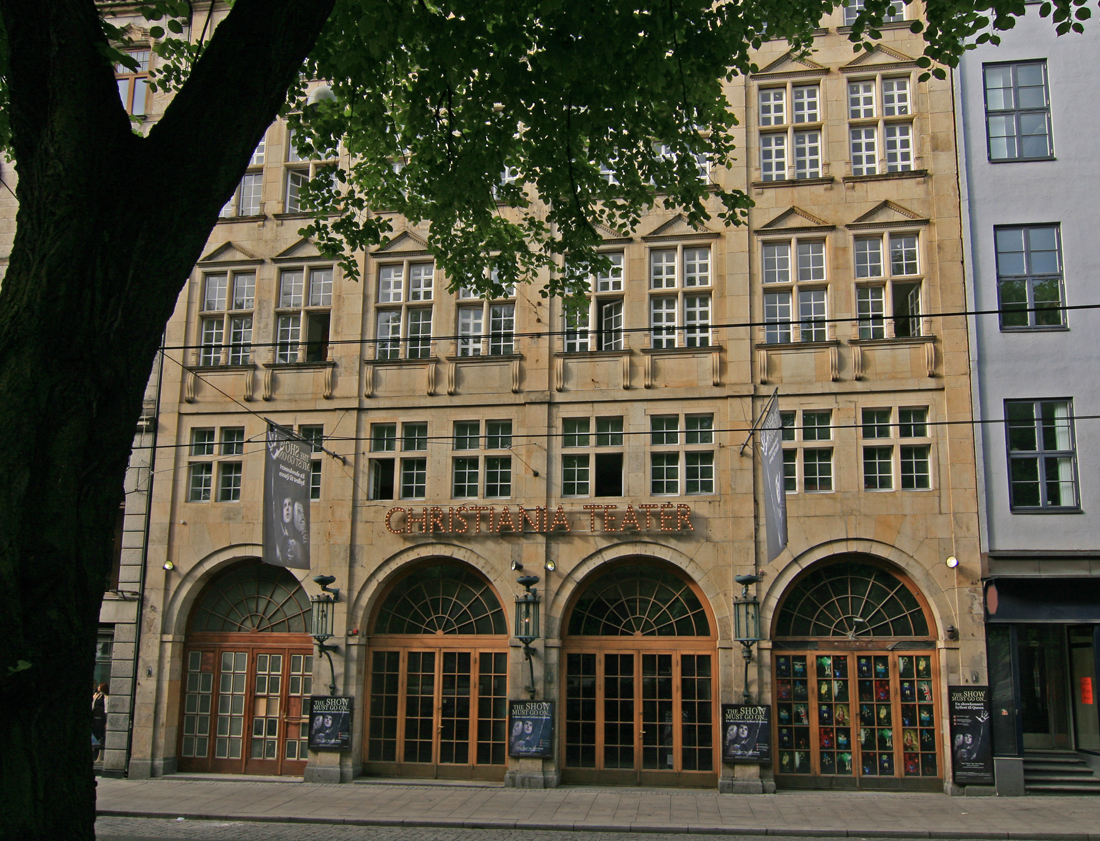
Stortingsgata 16, teaterns huvudscen mellan 1945 och 1985
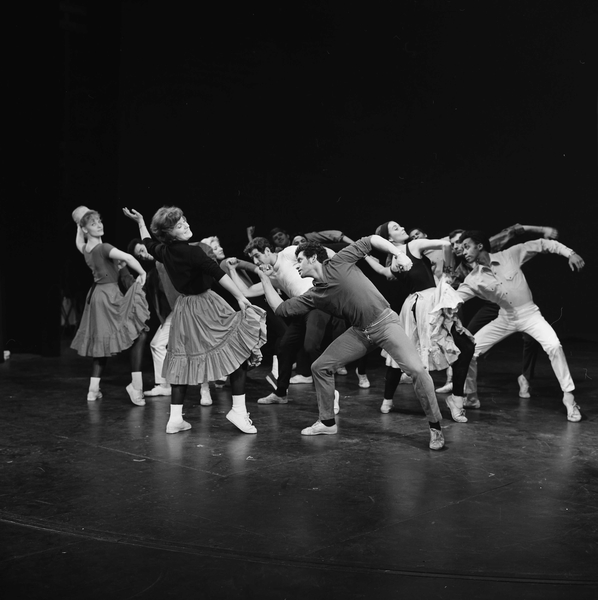
West Side Story på Det Norske Teatret 1965. Sølvi Wang och Rikki Septimus i förgrunden.